# Kelly Marie
Kelly Marie, mit bürgerlichem Namen Jacqueline McKinnon (* 16. Oktober 1957 in Paisley), ist eine schottische Sängerin. Sie war bis 1980 vorwiegend in Frankreich erfolgreich, bis sie mit Feels Like I’m in Love europaweit ihren großen Durchbruch hatte – und das, nachdem die Single schon ein ganzes Jahr auf dem Markt war.
Feels Like I’m In Love wurde von Ray Dorset eigentlich für Elvis Presley geschrieben, der jedoch starb, bevor er den Titel einspielen konnte. Der Titel erreichte 1980 Platz 1 der britischen Charts und gilt als Vorläufer des Hi-NRG-Sounds.
Kelly Marie ist verheiratet und lebt mit ihrer Familie in der Nähe von London. Sie hat fünf Töchter und einen Sohn.

## Diskografie

### Alben
- 1976: Who's That Lady with My Man?
- 1978: Make Love to Me
- 1979: Do You Like It Like That?
- 1980: Feels Like I’m in Love
- 2003: Applause!

### Kompilationen
- 1981: Loving Just for Fun / Love Trial / Don’t Stop Your Love / Make Love to Me (12inch)
- 1992: Feels Like I’m in Love
- 1995: Kelly Marie
- 1999: Disco Queen
- 1999: The Best of 1978–1999
- 2007: The Very Best of Kelly Marie
- 2012: The Passion Years

### Singles
- 1975: Who’s That Lady with My Man
- 1976: Help Me / Goodbye Venice Goodbye
- 1976: All We Need Is Love
- 1977: Run to Me
- 1978: Loving Just for Fun
- 1978: Make Love to Me
- 1978: Take Me to Paradise
- 1978: If I Can’t Have You
- 1979: Hot Love
- 1979: Feels Like I’m in Love
- 1980: Get Up Get on Your Feet
- 1981: Love Trial
- 1981: Don’t Stop Your Love
- 1982: Don’t Take Your Love to Hollywood
- 1982: I Feel Love Comin’ On
- 1982: Love’s Got a Hold on You
- 1982: I Need Your Love
- 1983: Silent Treatment
- 1984: Breakout
- 1984: I’m on Fire
- 1985: Don’t Let the Flame Die Out
- 1986: Hands Up!
- 1986: Burning (Sapphire feat. Kelly)
- 1986: Born to Be Alive
- 1987: Halfway to Paradise
- 1988: Stealing My Time
- 1997: Rescue Me
- 1997: Feels Like I’m in Love ’97
- 1998: Blanket on the Ground
- 1998: I’m in the Mood for Dancin’
- 1999: Runaway / Millenium
- 1999: I Need a Man
- 2000: River Deep, Mountain High / Love Pains